# Жаково (Исток)
Жаково (алб. Zhakovë) је насељено место у општини Исток, на Косову и Метохији. Према попису становништва из 2011. у насељу је живело 349 становника.

## Историја
Село у Метохијском Подгору, 12 km североисточно од Истока. Помиње се у повељи цара Душана издатој манастиру Хиландару 1331. године и то „пут који греде от Жакова у Дрен“. У турском попису из 1485. уписано је као Закова са 24 српска домаћинства међу којима је било и домаћинство попа, сина Радоње, што значи да је и тада постојала црква. У селу постоје остаци двеју цркава: једне на месту званом Црквиште, за коју сељани кажу да је „стара 600 година“ и остаци цркве Св. Пречисте на километар од села, преко шуме Вакаф и призидане уз литицу Црне стене, која се у записима из ХIХ века помиње као храм Ваведења. Сељаци су почели да је обнављају и довели до крова али су је Албанци 1999. године поново срушили. На брду Главача изнад села је старо и савремено српско гробље. У гробљу има и десетак надгробних споменика од студеничког мермера, са стилизованим ликовима покојника. У селу расту и два столетна култна стабла црног дуда. Једно је на улазу у гробље, бујно и са више кракова, често полеглих по земљи, са новим изданцима. Сељаци тврде да је дуд стар преко 500 година. Село су Албанци 1999. спалили и срушили, а Србе староседеоце протерали.

## Становништво
Према попису из 2011. године, Жаково има следећи етнички састав становништва:
| Националност | 2011.        |
| Албанци      | 348 (99,71%) |
| други        | 1 (0,29%)    |
| Укупно       | 349          |

| Демографија | Демографија | Демографија |
| Година      | Становника  | Становника  |
| ----------- | ----------- | ----------- |
| 1948.       | 507         |             |
| 1953.       | 555         |             |
| 1961.       | 589         |             |
| 1971.       | 563         |             |
| 1981.       | 518         |             |
| 1991.       | 511         |             |
| 2011.       | 349         |             |